# 観光道路

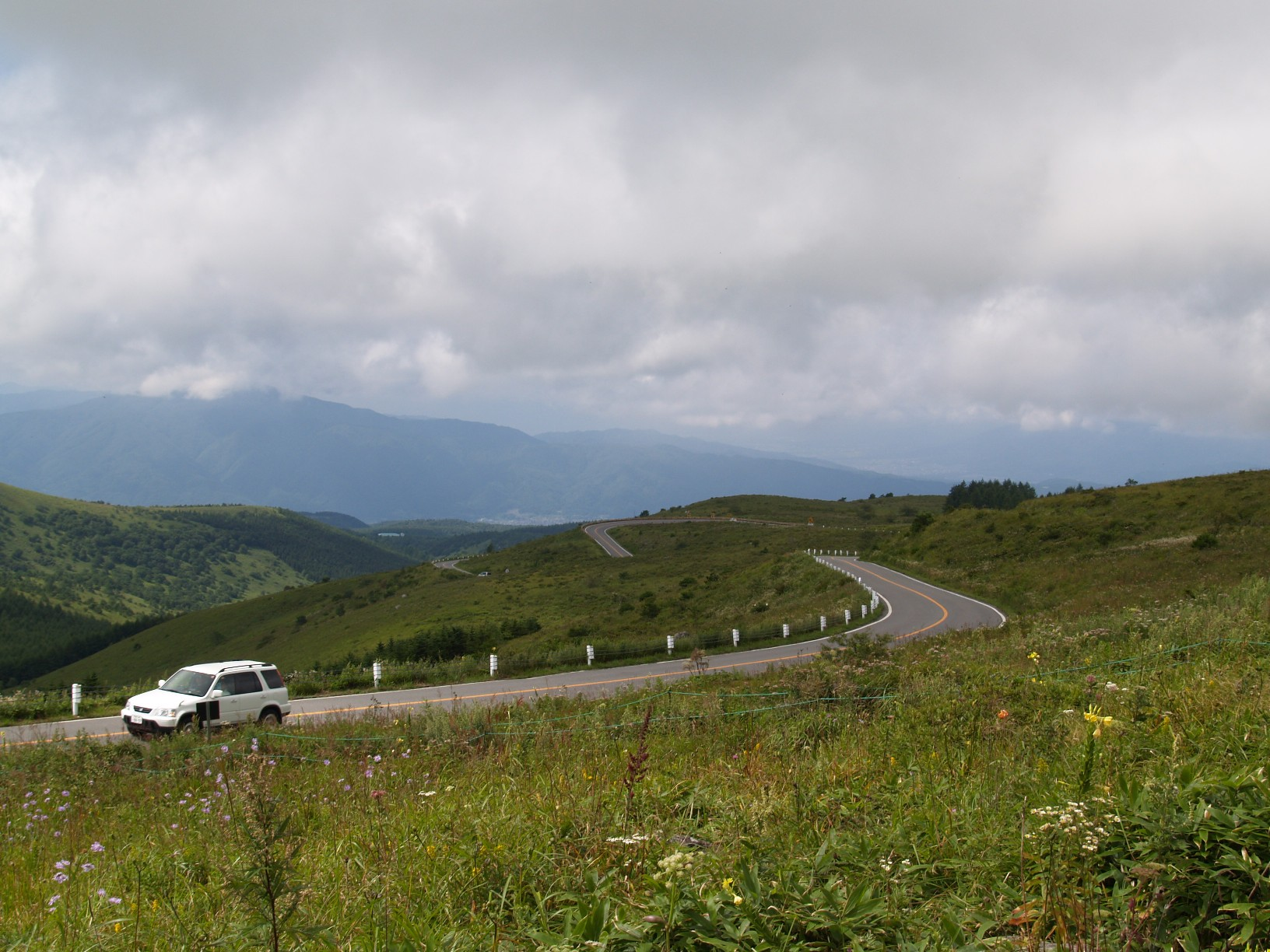
ビーナスライン

観光道路（かんこうどうろ）とは、産業利用ではなく観光が主な建設目的の道路。
1962年総理府発行の「観光便覧」(国民生活研究所)によれば、戦災復興期に日本は早くから観光事業に取り組み、その中で「観光道路」の整備が検討された。
池ノ上容「観光道路とパークウェイ（雑誌『道路』、1960,pp582-586）によると、「道路運送法による自動車専用道路については(中略)100%観光道路である 」とされている。このことから、観光道路は道路運送法による一般自動車道（有料道路）を指すものとされる。
観光道路の語は加藤誠平「観光道路の整備に関する一考察」(造園雑誌,1937、pp98-102）で、言葉が導入された戦前期に欧米のパークウェイに倣って概念が定義されていたとしている。その後、加藤誠平 鈴木忠義「観光道路」（土木雑誌社、1955、ASIN: B000JB4FR4）によると、戦後になって交通流や風致の観点から観光道路の条件が言及されている。
鈴木忠義「環境と自動車観光道路のあり方」(高速道路と自動車,pp7-11,1972) によると、70 年代になると開発において地域の住民や資源からの考察が必要とされるようになった。このように当初は輸入された概念であった観光道路は、日本の実情に合わせて変化した。
これまで日本では観光事業審議会と観光政策審議会において観光道路が検討されている。
観光事業審議会は昭和 23 年に行政官庁法に基づいて設置された機関であり、観光事業に関する基本計画等を審議していた。その後 1963 年に観光基本法（現観光立国推進基本法）の制定により観光事業審議会は廃止され、観光政策審議会に変わった。
前者では、総理府「観光行政百年と観光政策審議会三十年の歩み」(pp.101-,pp155,1980)によると1952年から1956年の建議で観光道路整備の必要性を勧告したものの実現せず、以降は後者でも言及されなかった。
また、道路法における観光に関する記述は、1919年の旧道路法では言及はないものの、同年の自動車交通事業法で有料の一般自動車道の新設が許可された。
戦後になると、1952年の道路法改正にて初めて観光に触れられ、以降変わらず記述が残っている（道路法第四条第二章）。 
また1959年には道路整備5ヵ年計画で観光道路整備が目標に掲げられ、道路政策に観光道路が組み込まれ、同年の道路法改正で有料の自動車専用道路の仕組みも整う。さらに自動車交通事業法の流れを汲む道路運送法において一般自動車道の仕組みが整えられ、営利事業を行なう私道としての有料道路整備が始まった。これがほぼ観光道路のみに用いられるようになった。

## 観光道路の例

### 日本
- 緑資源機構大規模林道 - 大型観光バスも走行可能な山岳ハイウェイ（観光道路）をめざしたものとなっている
- 国道41号（美濃加茂市から高山市久々野町まで) 飛水峡、中山七里等を通過する観光道路
- 油山観光道路（福岡県福岡市中央区六本松）
- 九州横断道路(やまなみハイウェイはその一部）
- 蒜山（近接する大山とセットにした観光も盛んで、蒜山から大山を結ぶ観光道路である蒜山大山スカイラインがある）
- 藻岩山観光自動車道 (藻岩山観光道路) - 札幌振興公社が管理・運営を行っている。 札幌市南区
- 鳥取県道24号米子大山線（鳥取県米子市と鳥取県西伯郡大山町）
- 北海道道1162号銀泉台線 (大雪観光道路)（北海道上川総合振興局管内の上川郡上川町内）
- 四国地方の道路一覧#文化・観光道路
- 湯袋観光道路（茨城県）
- 国道223号（高千穂峰の麓、霧島神宮、霧島温泉郷、妙見温泉、日当山温泉などの観光地を縫うように結ぶため、地元では観光道路と呼ばれる。霧島神宮の門前町付近を走る霧島市霧島田口の1.3 km区間は、神域霧島の観光道路）
- 群馬県道59号草津嬬恋線（群馬県吾妻郡草津町大字前口から同県吾妻郡嬬恋村大字鎌原を結ぶ県道（主要地方道）である。一部区間を国道144号と重複する。また嬬恋村大字三原の区間は観光道路である万座ハイウェーへのアクセス道路としても使われる。日本ロマンチック街道の一部）
- 津峯スカイライン（阿南市にある一般自動車道事業による有料道路。津峯観光が管理・運営。現在、徳島県では唯一の一般有料道路。津乃峰山山頂の津峯神社に至る観光道路）
- 京都市道183号衣笠宇多野線（沿線に金閣寺、龍安寺、仁和寺といった名刹を抱える観光道路）
- 大分県道47号竹田直入線（旧直入郡直入町と久住町との市町村合併により、全線が竹田市内。炭酸泉の長湯温泉で有名な直入と城下町の同市中心部を結ぶ主要道路であり、両方の観光道路でもある）
- 福岡県道557号東油山唐人線（福岡県福岡市城南区から福岡市中央区に至る一般県道。油山登山口から始まり唐人町方面へ向かう道路で、城南区堤までは油山観光道路の一部を成す）
- 六本松（道路は東西に国道202号と城南線が通っていて、南北に油山観光道路が通っている）
- ビーナスライン（長野県茅野市から、同県上田市の美ヶ原高原美術館に至る全長約76 kmの観光道路）
- 観光橋（路整備計画の一つであり、広島市内から観光名所である厳島（宮島）を結ぶ道路として整備された。当時は「宮島沿線観光道路」「宮島対岸観光道路」「宮島観光道路」あるいは単に「観光道路」と呼ばれていた）
- 国道154号（かつての南極観測船ふじが繋留されており、ガーデンふ頭へアクセスする観光道路としての性格も併せ持つ）
- 三重県道53号大台ヶ原線（三重県多気郡大台町を通る主要地方道である。大杉谷・大台ヶ原山（三重・奈良県境）と国道422号を結ぶ観光道路）
- 日本アルプスサラダ街道（長野県松本地域西部にある観光道路）
- 沖縄県道114号線（沖縄県国頭郡本部町字浦崎と字具志堅とを結ぶ一般県道。国営沖縄記念公園（海洋博公園）に通じる重要な観光道路）
- 千里浜なぎさドライブウェイ（石川県羽咋郡宝達志水町今浜から同県羽咋市千里浜町に至る砂浜の延長約8kmの観光道路）
- 岡山ブルーライン（正式な路線名は岡山県道397号寒河本庄岡山線。旧称「岡山ブルーハイウェイ」）
- 観光通り (高松市)（高松市塩上町から木田郡牟禮村（現在の高松市牟礼地区）が整備拡幅された際、当道路を含む整備区間が旧高松市内と観光地「屋島」を結んでいたため「観光道路」と呼ばれたことによる）
- 長野県道45号扇沢大町線（長野県大町市の関電トンネルトロリーバス扇沢駅から同市の長野県道31号長野大町線に至る道路である。大町アルペンラインの名称がついている観光道路で、立山黒部アルペンルートへの長野県側からのアクセス道路でもある。 かつては黒部ダムの工事専用道路として作られた道路）
- 乗鞍スカイライン（岐阜県高山市（飛騨）側から乗鞍岳畳平を繋ぐ山岳観光道路）
- 久住高原ロードパーク（久住山、祖母山、阿蘇山の景色が堪能でき、観光道路としての役目を果たしている）
- 茶臼山高原道路（天竜奥三河国定公園内の高原地帯を通り抜けて茶臼山高原へ行くための観光道路の色合いが非常に強かった）
- 土湯バイパス（観光道路のみならず福島から会津若松を中心とした会津地域への最短経路ということもあり、新潟県へ向かう経路としても機能している）
- 木下 (北九州市)道路(沿線に鍾乳洞などが散在しており、観光道路としての役目も持っている）
- 百万石通り（石川市民憩いの場であるとともに、古都・金沢市を代表する観光道路でもある）
- 栃木県道266号中塩原板室那須線（この区間は高度経済成長期の1962年（昭和37年）に観光道路「塩那スカイライン」として構想された）
- 高野山道路（有料道路として1960年（昭和35年）に全線供用された。1987年（昭和62年）4月1日に無料開放されるまでの26年間は、高野山への観光道路として、また高野山周辺の山間集落を結ぶ生活道路として、その交通機能を発揮）
- 国道305号（東尋坊や奇岩・呼鳥門などがある越前海岸の景勝地付近を経由することから、北陸の代表的な観光道路として紹介されることもある）
- 国道237号（旭川から富良野は「花人街道」「北海道ガーデン街道」と呼ばれ、北海道を代表する観光道路になっている）
- 国道324号（天草松島から九州本土に架かる天草五橋および天草パールラインは、九州屈指の観光道路で知られる）
- 屋島スカイウェイ（一般自動車道事業による民営の観光道路が高松市道に改変された）
- 妙見山ドライブウェイ (徳島県)（徳島県鳴門市にある観光道路、ドライブコース。妙見山を登っていく一般道路である。 妙見山にアクセスするためにつくられた道で唯一のアクセス道）
- 霧ヶ峰有料道路（長野県の白樺湖から車山高原、霧ヶ峰高原、美ヶ原一帯を結ぶ観光道路）
- 岡山県道393号鷲羽山公園線（鷲羽山スカイラインは瀬戸内海から水島臨海工業地帯へと続く自然美と産業の展望ができる県内初の観光用道路）
- 石鎚山脈面河渓から土小屋に至る石鎚スカイラインや土小屋から伊予富士を経て寒風山隧道に至る瓶ヶ森林道など観光道路が建設
- 磐梯吾妻スカイライン 浄土平（山岳観光道路）
- 日峰山日峯観光道路 - 観光道路により山頂までアクセス可能
- 吾妻山（東北地方南部でも有数の観光地であり、磐梯吾妻道路（磐梯吾妻スカイライン）と第二磐梯吾妻道路（磐梯吾妻レークライン）の2本の観光道路がある）
- 栃木県道169号栗山日光線（日光連山にある女峰山の東斜面の高原地帯である霧降高原の中を走る観光道路）
- 国道299号（ 一般国道299号（茅野市-入間市） 起点がある長野県茅野市から麦草峠を越えるメルヘン街道とよばれるルートは高原道路といえる観光道路）
- 国道260号（三重県の海を一望する快適な観光道路）
- 長門市山口県道36号秋芳三隅線(観光道路の一つとして重要な路線）
- 知床峠知床横断道路(羅臼～斜里間の経済・文化の交流、世界遺産「知床」や道東の広域観光道路）
- 沖縄県道84号名護本部線（現在は海洋博公園へ向かう観光道路とともに、名桜大学や北部地区医師会看護学校の学生たちのキャンパスロードとして成長）
- 沖縄県道29号那覇北中城線（首里への観光道路として位置づけられていた）
- 国道265号（熊本県内の区間は、雄大な風景を見ながら阿蘇山周辺をめぐる観光道路）
- 安房峠（1915年（大正4年）　大正池が誕生した頃、平湯と上高地を結ぶ観光道路）
- 摩周湖弟子屈町側(湖岸西側から南側にかけてのカルデラ上観光道路)
- 函館山（北海道道675号立待岬函館停車場線。函館山観光道路とも）
- 玄岳（山頂部の西から北斜面にかけて観光道路である伊豆スカイラインが通）
- 青森県道40号青森田代十和田線（八甲田山を縦断する観光道路）
- 岩手県道44号岩泉平井賀普代線（下閉伊郡岩泉町 - 同郡田野畑村 - 同郡普代村 三陸海岸北部の名称「北山崎」を通る観光道路的性格）
- 伊豆スカイライン（展望のある景観の優れた観光道路）
- 土湯峠（現在の峠を越えるルートは、1932年（昭和7年）から1938年（昭和13年）にかけて、福島県によって吾妻裏磐梯観光道路として建設された道）
- 国道204号ルート・グランブルー（2023年唐津市の唐房バイパスの開通を機に唐房バイパスから波戸岬にかけての道路）
- 佐賀県道347号虹の松原線唐津市東唐津から浜玉町浜崎にかけて虹の松原の内のを走る道。

### 日本以外
- 朝鮮民主主義人民共和国の交通（片側2車線の高速道路も存在し、平壌-開城高速道路、平壌-元山観光道路、平壌-香山観光道路の3路線があるが、通行車両は少ない）
  - 平壌-元山観光道路（朝鮮民主主義人民共和国平壌市楽浪区域から江原道元山市）
  - 平壌-香山観光道路（朝鮮民主主義人民共和国平壌市順安区域から平安南道を経て平安北道香山郡）
- 東勢線（かつて存在した台湾鉄路管理局の鉄道路線。廃線跡は自転車専用観光道路「東豊緑色走廊」となっている）
- リューネブルガーハイデ エリカ街道